# Hiszpańscy żebracy
Hiszpańscy żebracy (tyt. oryg. Beggars in Spain) – powieść fantastycznonaukowa amerykańskiej autorki Nancy Kress, wydana w 1993 r. nakładem wydawnictwa William Morrow and Company. W Polsce ukazała się w 1996 w tłumaczeniu Kingi Dobrowolskiej nakładem wydawnictwa Prószyński i S-ka.
Jest rozbudowaną wersją opowiadania pod tym samym tytułem, które ukazało się w  1991 w. Isaac Asimov’s Science Fiction Magazine i zdobyło najważniejsze nagrody w s-f: Nebulę w 1991 i Hugo w 1992. Powieść zaś nie zdobyła żadnej nagrody, choć była nominowana do nagród: Hugo (1994), Nebuli (1994), Prometeusza (1994), Campbella za powieść (1994), Locusa (1994), Kurda Lasswitza (1998).
Jest pierwszym tomem trylogii Bezsenni (także jako: Żebracy), w której skład wchodzą także: Żebracy nie mają wyboru (Beggars and Choosers, 1994, wyd. pol. 1996) i Żebracy na koniach (Beggars Ride, 1996, wyd. pol. 1998).

## Fabuła
Urodzona w 2008 r. córka miliardera Leisha Camden, należy do nielicznej grupy zmodyfikowanych genetyczne dzieci. Jej modyfikacja dotyczy braku potrzeby snu. To oznacza nie tylko więcej czasu na naukę, ale także dodatkowo zwiększoną inteligencję i wolniejsze starzenie się. Początkowo Bezsenni są tylko ciekawostką, ale szybko zawiść i poczucie zagrożenia za strony „normalnych” ludzi doprowadza do politycznych represji i ataków na nową społeczność.